# Les Loges-Marchis
Les Loges-Marchis sont une commune française, située dans le département de la Manche en région Normandie, peuplée de 1 028 habitants.

## Géographie
La commune est au sud-est de l'Avranchin. Son bourg est à 4 km au sud de Saint-Hilaire-du-Harcouët, à 8 km au nord-est de Louvigné-du-Désert et à 9 km au nord-ouest de Landivy.
| Saint-Brice-de-Landelles             | Saint-Hilaire-du-Harcouët            | Moulines          |
| Saint-Brice-de-Landelles             | des Loges-Marchis                    | Savigny-le-Vieux  |
| Louvigné-du-Désert (Ille-et-Vilaine) | Louvigné-du-Désert (Ille-et-Vilaine) | Landivy (Mayenne) |

### Hydrographie
La commune est située dans le bassin Seine-Normandie. Elle est drainée par l'Airon, le cours d'eau 01 de la Boisnais, le cours d'eau 01 de la Courtaudière, le cours d'eau 01 de la Perruche, le cours d'eau 03 de la Chaise, le cours d'eau 09 de la Bretonnière, le fossé 01 de la Bougonnière, le fossé 01 de la Haute Forêt, le fossé 01 des Pallières, le fossé 01 des Pare-Balles, le fossé 01 du Fougeray, le ruisseau de Vaux Roux et un autre petit cours d'eau,.
L'Airon, d'une longueur de 42 km, prend sa source dans la commune de Saint-Berthevin-la-Tannière et se jette  dans la Sélune à Saint-Hilaire-du-Harcouët, après avoir traversé douze communes. 

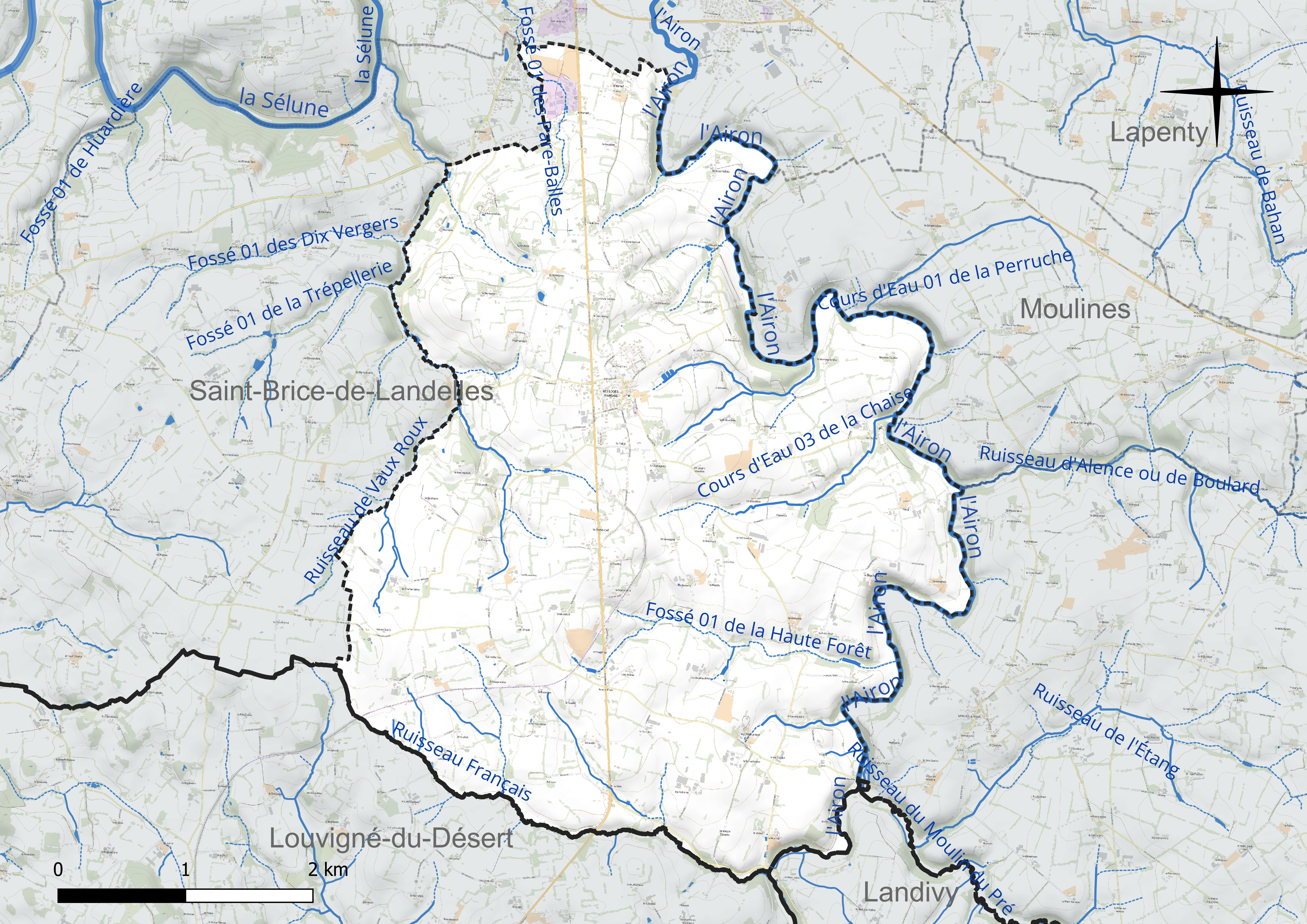
Réseau hydrographique des Loges-Marchis.

### Climat
Pour des articles plus généraux, voir Climat de la Normandie et Climat de la Manche.
En 2010, le climat de la commune est de type climat océanique franc, selon une étude du CNRS s'appuyant sur une série de données couvrant la période 1971-2000. En 2020, Météo-France publie une typologie des climats de la France métropolitaine dans laquelle la commune est exposée à un climat océanique et est dans la région climatique  Bretagne orientale et méridionale, Pays nantais, Vendée, caractérisée par une faible pluviométrie en été et une bonne insolation. Parallèlement le GIEC normand, un groupe régional d’experts sur le climat, différencie quant à lui, dans une étude de 2020, trois grands types de climats pour la région Normandie, nuancés à une échelle plus fine par les facteurs géographiques locaux. La commune est, selon ce zonage, exposée à un « climat contrasté des collines », correspondant au Bocage normand, bien arrosé, voire très arrosé sur les reliefs les plus exposés au flux d’ouest, et frais en raison de l’altitude.
Pour la période 1971-2000, la température annuelle moyenne est de 10,7 °C, avec une amplitude thermique annuelle de 13,3 °C. Le cumul annuel moyen de précipitations est de 994 mm, avec 14,1 jours de précipitations en janvier et 9,1 jours en juillet. Pour la période 1991-2020, la température moyenne annuelle observée sur la station météorologique la plus proche, située sur la commune de Saint-Hilaire-du-Harcouët à 4 km à vol d'oiseau, est de 11,5 °C et le cumul annuel moyen de précipitations est de 929,5 mm,. Pour l'avenir, les paramètres climatiques de la commune estimés pour 2050 selon différents scénarios d’émission de gaz à effet de serre sont consultables sur un site dédié publié par Météo-France en novembre 2022.

## Urbanisme

### Typologie
Au 1er janvier 2024, Les Loges-Marchis sont catégorisées commune rurale à habitat dispersé, selon la nouvelle grille communale de densité à sept niveaux définie par l'Insee en 2022.
Elle est située hors unité urbaine. Par ailleurs la commune fait partie de l'aire d'attraction de Saint-Hilaire-du-Harcouët, dont elle est une commune de la couronne,. Cette aire, qui regroupe 8 communes, est catégorisée dans les aires de moins de 50 000 habitants,.

### Occupation des sols
L'occupation des sols de la commune, telle qu'elle ressort de la base de données européenne d’occupation biophysique des sols Corine Land Cover (CLC), est marquée par l'importance des territoires agricoles (91,2 % en 2018), une proportion sensiblement équivalente à celle de 1990 (91,8 %). La répartition détaillée en 2018 est la suivante : zones agricoles hétérogènes (48 %), prairies (43,2 %), zones urbanisées (5 %), forêts (3,8 %). L'évolution de l’occupation des sols de la commune et de ses infrastructures peut être observée sur les différentes représentations cartographiques du territoire : la carte de Cassini (XVIIIe siècle), la carte d'état-major (1820-1866) et les cartes ou photos aériennes de l'IGN pour la période actuelle (1950 à aujourd'hui).

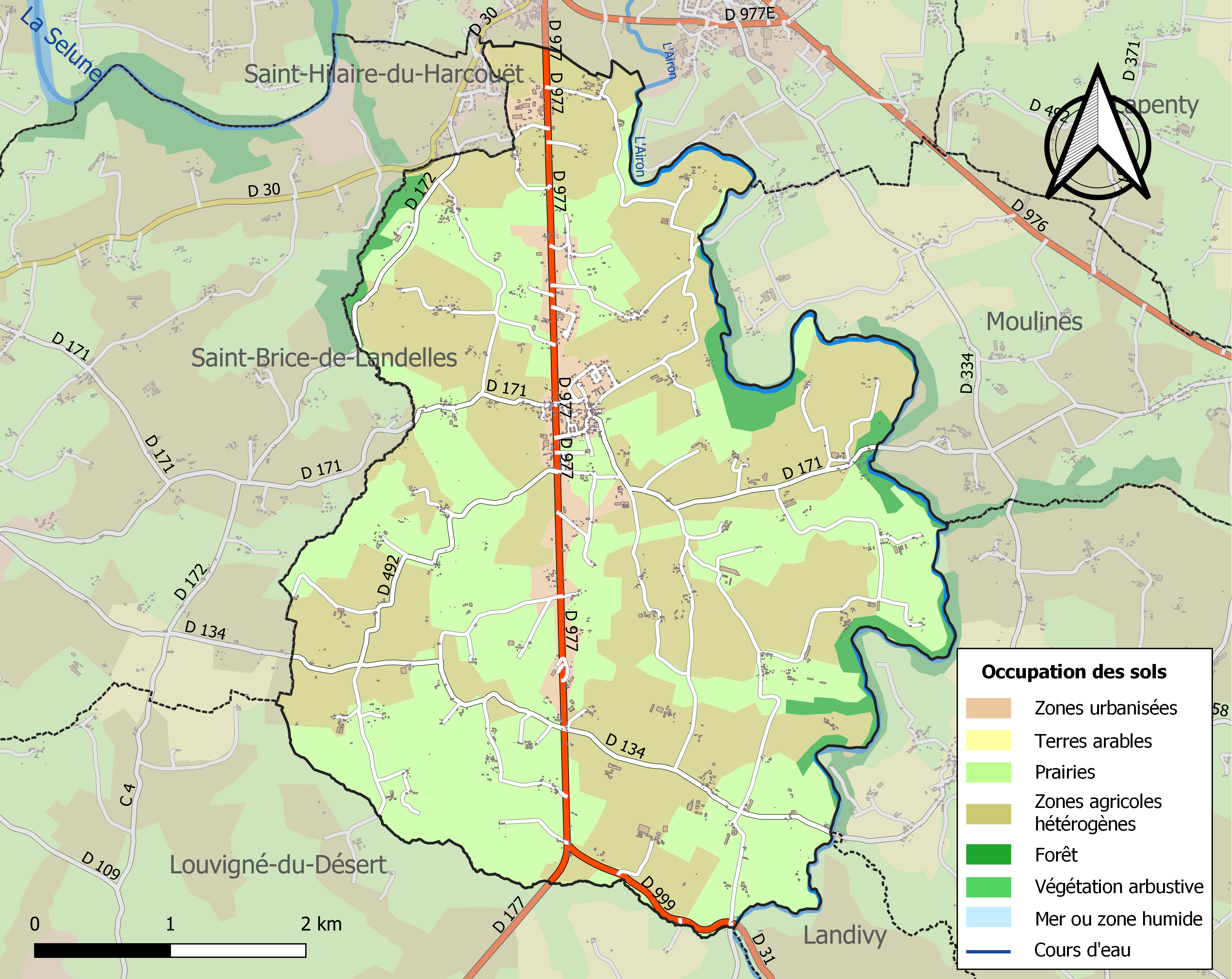
Carte des infrastructures et de l'occupation des sols de la commune en 2018 (CLC).

## Toponymie
Le nom de la localité est attesté sous les formes de Logis en 1150, parrochia Logiarum en 1162, de Logis Marchis en 1333.
Le toponyme Les Loges est issu de l'ancien français loge, « cabane », « hutte », lui-même hérité du germanique Laubja et l'adjectif marchis « limitrophe ». Cette commune est en effet aux limites, aux marches de la Normandie et de la Bretagne. Marchis est un dérivé de marche. Comme pour Marchemaisons ou Marques, il est dû à la position du village dans le duché de Normandie, ici en limite avec le duché de Bretagne.
Le gentilé est Binotier (« tresseur de ruche »),.

## Histoire

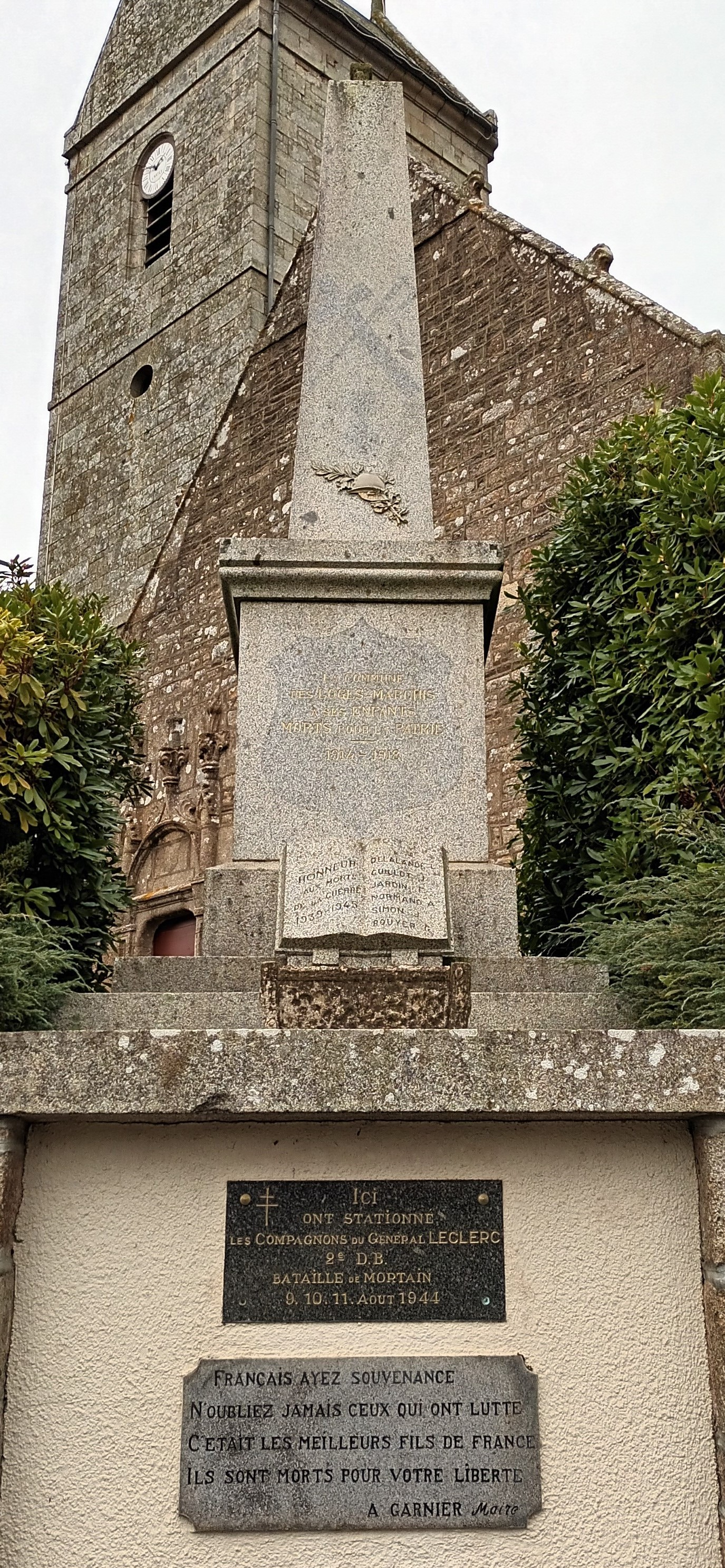
La plaque de commémoration devant l'église.

Raoul de Fougères, vivant au XIe siècle, reçut de Guillaume le Conquérant la paroisse des Loges-Marchis, pour récompense de sa participation à la conquête de l'Angleterre.
Pendant la Révolution c'est le prêtre insermenté Jean Baptiste Mitrecy († 1800) qui assura le culte aux Loges-Marchis. Il sera arrêté en 1799, incarcéré au Mont-Saint-Michel, et mourra aux Loges.
Pendant la Seconde Guerre mondiale, la 2e division blindée est impliquée dans la bataille de Normandie, et les compagnons du général Leclerc y sont stationnés.

## Politique et administration
| Période                                  | Période   | Identité       | Étiquette | Qualité |
| ---------------------------------------- | --------- | -------------- | --------- | ------- |
| 1989                                     | mars 2001 | Gaston Chapron |           |         |
| mars 2001                                | En cours  | Paulette Matéo | UMP       | VRP     |
| Les données manquantes sont à compléter. |           |                |           |         |

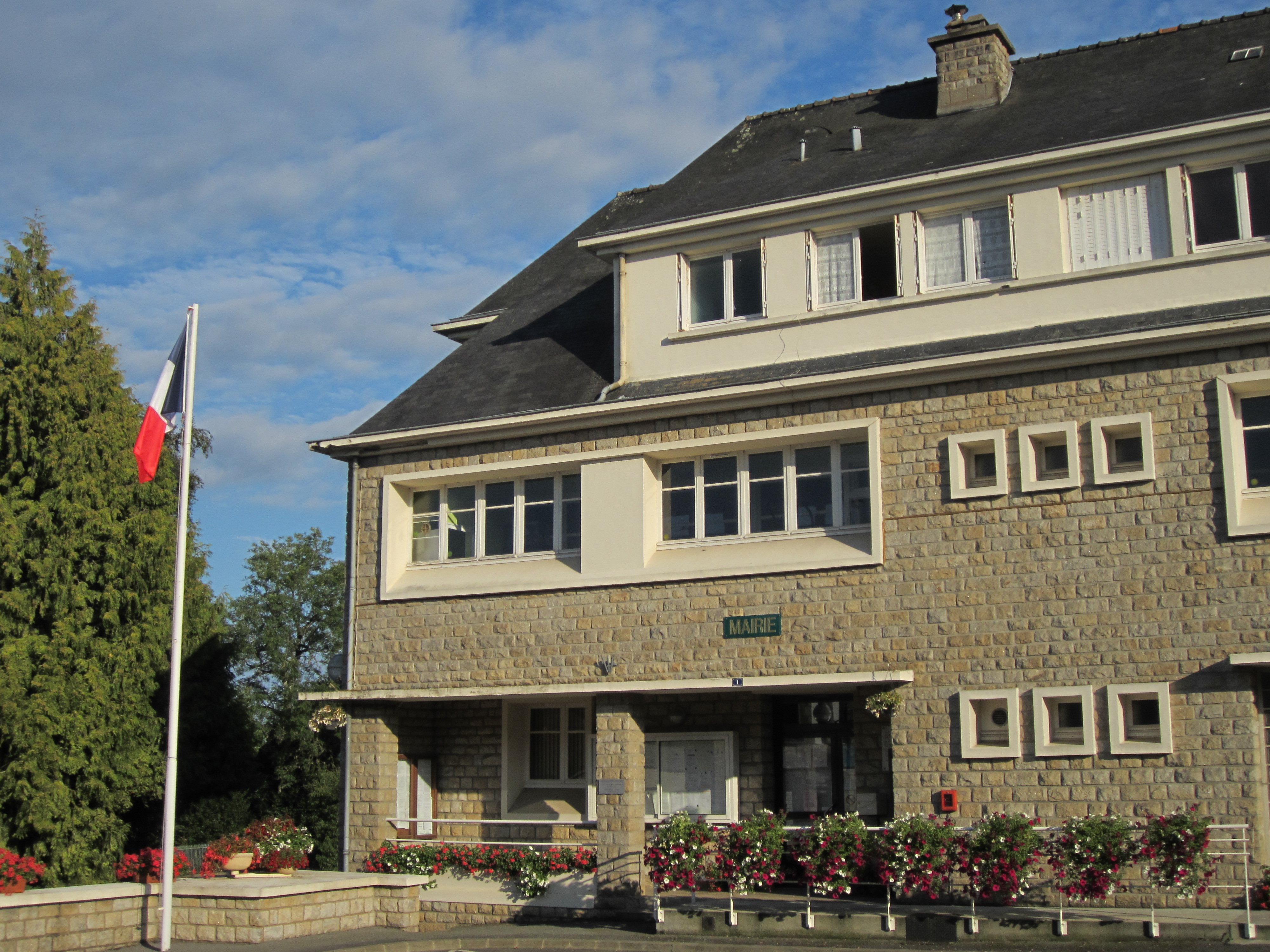
La mairie.

Le conseil municipal est composé de quinze membres dont le maire et trois adjoints.

## Démographie
L'évolution du nombre d'habitants est connue à travers les recensements de la population effectués dans la commune depuis 1793. Pour les communes de moins de 10 000 habitants, une enquête de recensement portant sur toute la population est réalisée tous les cinq ans, les populations de référence des années intermédiaires étant quant à elles estimées par interpolation ou extrapolation. Pour la commune, le premier recensement exhaustif entrant dans le cadre du nouveau dispositif a été réalisé en 2004.
En 2022, la commune comptait 1 028 habitants, en évolution de +2,29 % par rapport à 2016 (Manche : −0,31 %, France hors Mayotte : +2,11 %).
Les Loges-Marchis ont compté jusqu'à 1 678 habitants en 1856.
| 1793  | 1800  | 1806  | 1821  | 1831  | 1836  | 1841  | 1846  | 1851  |
| ----- | ----- | ----- | ----- | ----- | ----- | ----- | ----- | ----- |
| 1 600 | 1 411 | 1 587 | 1 495 | 1 496 | 1 498 | 1 492 | 1 609 | 1 660 |

| 1856  | 1861  | 1866  | 1872  | 1876  | 1881  | 1886  | 1891  | 1896  |
| ----- | ----- | ----- | ----- | ----- | ----- | ----- | ----- | ----- |
| 1 678 | 1 635 | 1 552 | 1 550 | 1 490 | 1 438 | 1 438 | 1 422 | 1 364 |

| 1901  | 1906  | 1911  | 1921  | 1926  | 1931  | 1936  | 1946  | 1954  |
| ----- | ----- | ----- | ----- | ----- | ----- | ----- | ----- | ----- |
| 1 330 | 1 327 | 1 347 | 1 188 | 1 243 | 1 241 | 1 242 | 1 242 | 1 226 |

| 1962  | 1968  | 1975  | 1982  | 1990 | 1999 | 2004 | 2006  | 2009  |
| ----- | ----- | ----- | ----- | ---- | ---- | ---- | ----- | ----- |
| 1 164 | 1 139 | 1 053 | 1 017 | 916  | 870  | 980  | 1 018 | 1 019 |

| 2014  | 2019  | 2022  | - | - | - | - | - | - |
| ----- | ----- | ----- | - | - | - | - | - | - |
| 1 010 | 1 012 | 1 028 | - | - | - | - | - | - |

## Lieux et monuments

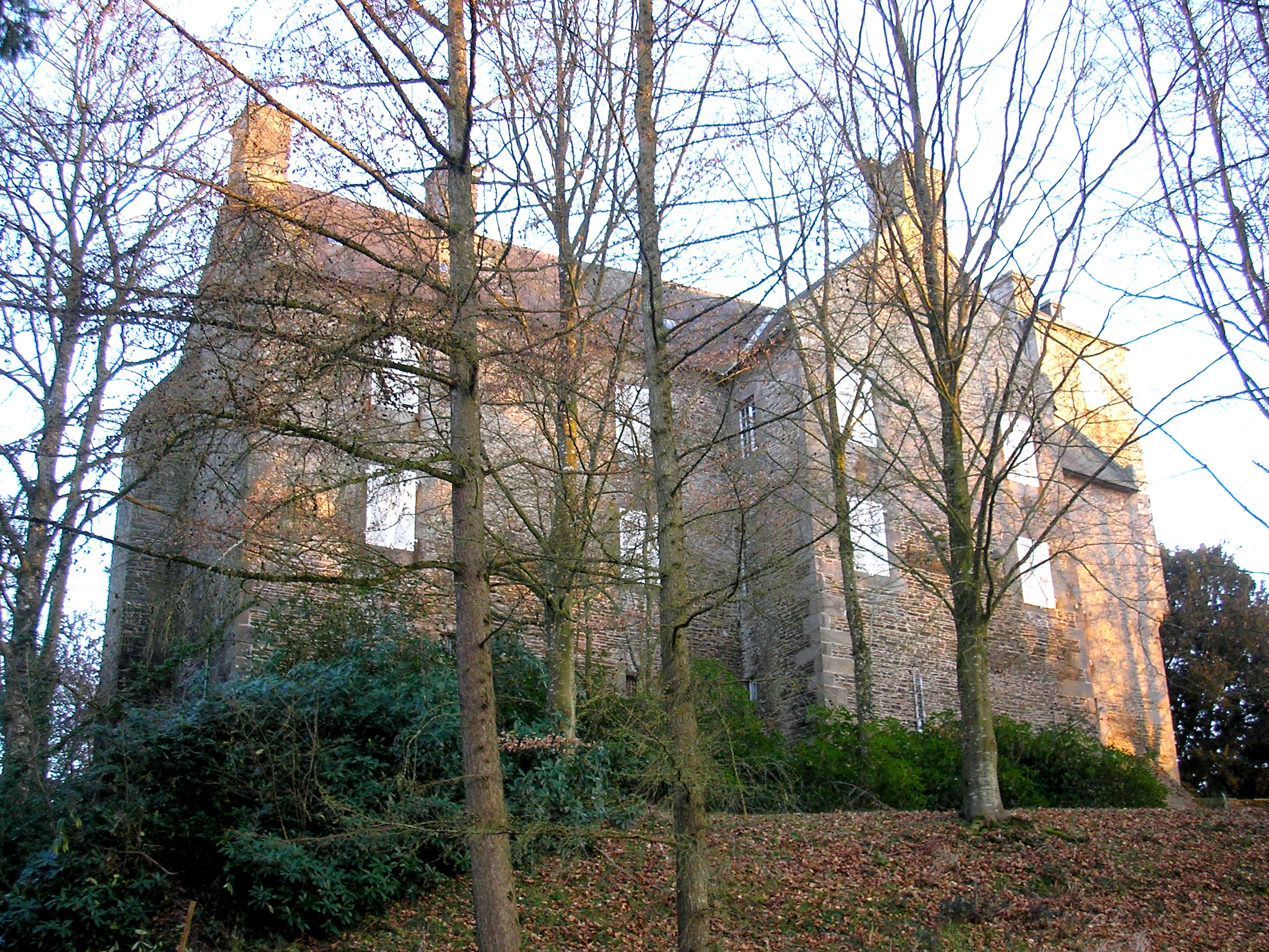
Le château de la Chaize.

- Château de la Chaize (XVe – XIXe siècles), inscrit aux monuments historiques depuis 1978[41] ainsi que sa chapelle, et ancien moulin de la Chaise.
- Église Saint-Pierre-et-Saint-Paul (XIVe et XVIIIe siècles) avec portail sculpté. Elle abrite une Vierge à l'Enfant du XIVe classée au titre objet[42],[Note 4], un confessionnal (XVIIIe), les tableaux Sacré-Cœur et Immaculée Conception (XIXe)[33].
- Croix de cimetière (XVIIIe siècle).
- Huit croix de chemin (XVIIIe et XIXe siècles) et site des Cinq Croix (XVIIIe siècle).
- Stèle en mémoire d'un épisode de la bataille de Mortain.
- Moulin de la Boulaie et sa roue à aubes.